# 에르바흐 (도나우)

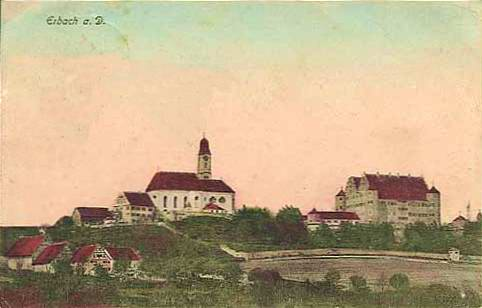
에르바흐 (1920년경)

에르바흐(독일어: Erbach)는 독일 바덴뷔르템베르크주에 위치한 도시로 면적은 63.92km2, 높이는 529m, 인구는 13,387명(2015년 12월 31일 기준), 인구 밀도는 210명/km2이다.

시 문장